# The Three Musketeers (1993)
The Three Musketeers (br Os Três Mosqueteiros) é um filme norte-americano de 1993, baseado no romance histórico de mesmo nome pelo romancista francês Alexandre Dumas. É o décimo quarto filme lançado com a trama da história de Os Três Mosqueteiros. Lançado pela Walt Disney Pictures, foi dirigido por Stephen Herek e escrito por David Loughery. Charlie Sheen interpretando Aramis/Henri d’Aramitz,  Kiefer Sutherland como Athos/d'Athos d'Autevielle, Chris O'Donnell como D'Artagnan/Comte d'Artagnan, Oliver Platt como Porthos/Baron du Vallon, Rebecca De Mornay como Milady de Winter/Sabine e, Tim Curry como Cardeal de Richelieu/Armand Jean du Plessis, o antagonista da história. O filme narra as aventuras de D'Artagnan em sua busca para se juntar aos três mosqueteiros, e se tornar um mosqueteiro. A adaptação simplifica e altera a história, e toma liberdades consideráveis com a história francesa.
The Three Musketeers estreou em 12 de novembro de 1993 nos Estados Unidos, em 9 de dezembro de 1993 na Austrália, 21 de janeiro de 1994 no Brasil e, 11 de fevereiro de 1994 no Reino Unido. O filme obteve uma crítica razoável, faturando mais de 53 milhões de dólares mundialmente.

## Enredo
Em 1625, D'Artagnan (Chris O'Donnell) decide seguir os mesmos passos de seu pai como um integrante mosqueteiro. Com isso, ele viaja a Paris na esperança de se tornar um mosqueteiro, juntando-se a um exército de homens que juraram servir e proteger o Rei da França, Luís XIII (Hugh O'Conor). D'Artagnan é perseguido por Gérard/Jussac (Paul McGann) e seus irmãos, que o acusam de manchar a honra de sua irmã. Gérard viu sua irmã dar um beijo de despedida nele, ou como D'Artagnan quiz colocar a situação, dizendo que "ela queria dar-me algo, para que eu pudesse me lembrar dela". Na matriz dos Mosqueteiros, o Capitão Rochefort (Michael Wincott) e os guardas do cardeal desfizeram os Mosqueteiros, conforme as ordens do Cardeal de Richelieu (Tim Curry), até então o ministro do rei, supostamente para ajudar a combater em uma guerra com a Inglaterra. Rochefort confidencia ao cardeal que apenas três mosqueteiros se recusaram a abandonar suas funções: Athos (Kiefer Sutherland), Porthos (Oliver Platt) e Aramis (Charlie Sheen).
D'Artagnan, antes de chegar na cidade, avista duas donzelas em apuros, tratando-se de Constance Bonacieux (Julie Delpy), com quem tem um romance; e a prometida do rei, Ana de Áustria (Gabrielle Anwar). Entretanto, D'Artagnan descobre que elas não estavam sendo perseguidas, mas sim, acompanhadas pelos guardas. Ao chegar em Paris, D'Artagnan cria uma série de encontros marcados para duelar, coincidentemente, com os três membros mosqueteiros que se recusaram a abandonar suas funções de proteger ao rei, em apenas um dia, seguindo a ordem de duelo: Athos, Porthos e Aramis. Ao chegar no local combinado para duelar, Athos, Porthos e Aramis revelam-se como mosqueteiros. Porém, o Capitão Rochefort junto com a guarda do cardeal interrompem o duelo, com ordens para prender os mosqueteiros resistentes. Embora o próprio D'Artagnan não estivesse sob prisão, decide juntar-se aos três mosqueteiros na batalha que se seguiu, implicando-se com eles. Impressionados pelo envolvimento de D'Artagnan, mas descontentes com ele, os três mosqueteiros deixam-no para trás, e ele é capturado.
Durante uma tentativa de fuga, D'Artagnan é capaz de escutar uma conversa entre Cardeal Richelieu e Milady de Winter (Rebecca De Mornay), com o cardeal pedindo que ela entregasse tratado para o Duque de Buckingham da Inglaterra. Antes que ele pudesse ter uma visão da espiã do cardeal, D'Artagnan é capturado por Rochefort, sendo interrogado pelo cardeal e, finalmente, enviado para a decapitação na manhã seguinte. Durante a execução, D'Artagnan é salvo por Aramis e Porthos, e os três fazem uma fuga na carruagem pessoal do cardeal, guiado por Athos. Enquanto D'Artagnan revelava os planos do Cardeal Richelieu, os três mosqueteiros decidem interceptar a espiã, para provar que o Cardeal fosse culpado de traição.
Naquela noite D'Artagnan e os três mosqueteiros param para descansar em uma pousada. Athos conta a história de um conde que se apaixonou por uma mulher muito bonita, mas ao descobrir que ela estava marcada para ser executada, a traiu, dando-lhe às autoridades. Athos envia D'Artagnan a seguir na frente para interceptar o espião do cardeal e do tratado, mas D'Artagnan por estar bastante exausto, acaba por desmaiar durante o percursso. Quando ele acorda, descobre que ele foi despojado de suas armas e roupas, conhecendo a Milady de Winter, tentando seduzi-lo e mata-lo, depois que ela descobre as intenções de D'Artagnan para impedir o espião, sem saber que Milady de Winter era a espiã. Quando os ajudantes de Milady de Winter tenta fugir de barco para a Inglaterra, eles descobrem que a tripulação foi morta por Porthos e Aramis. Milady tenta fugir, mas é interceptada por Athos, que a reconhece, chamando-a de Sabine. Ele fica surpreso ao vê-la, pois pensou que ela estava morta, sendo revelado posteriormente que ele era o conde de sua história contada a D'Artagnan na pousada, e que Sabine era a esposa que ele entregou para as autoridades. Milady de Winter é então apreendida, já que ela foi a responsável pela morte de seu falecido marido, Lord de Winter, e condenado à morte por execução.
Os três mosqueteiros recuperaram o tratado, descobrindo que o Cardeal estava planejando algo sobre o rei Luís XII em seu aniversário, apesar de não especificar. Durante a execução da decapitação de Milady de Winter, Athos impede o carrasco, e implora o perdão de Sabine por sua traição. Ela aceita o perdão e diz que Richelieu planeja assassinar o rei Luís. Logo depois, ela salta de um penhasco para cumprir a execução de morte. Depois de saber do plano do cardeal, os três mosqueteiros trataram de restabelecer o resto dos mosqueteiros em segredo, para a celebração do aniversário do rei. Richelieu e Rochefort contrataram um atirador para assassinar o rei. Chegando ao local, durante a assembleia, D'Artagnan é capaz de parar o atirador de matar o rei, que estava no telhado. Porém, ele erra o tiro e o cardeal acusa os mosqueteiros em meio a multidão de tentativa de assassinato.
Athos, Porthos e Aramis mostram suas vestes para mostrar suas túnicas mosqueteiros, enfrentando os guardas do cardeal. Enquanto isso, os homens da multidão correm para os lados e revelam que eles são os mosqueteiros. Richelieu sequestra o rei e a rainha, servindo-lhes de reféns, levando-os para o calabouço. Aramis confronta o cardeal durante este percurso, mas Richelieu atira no peito com uma pistola e faz o seu caminho para a passagem para o calabouço. Athos duelava contra o Capitão Rochefort, até que D'Artagnan interrompe Athos para lutar contra Rochefort. Durante o duelo, Rochefort revela que foi ele que assassinou seu pai, e D'Artagnan, enfurecido, renova seus esforços para matá-lo. Rochefort, prestes a matar D'Artagnan, é surpreendido depois que Constance, que estava escondida na escadaria, devolve a espada para D'Artagnan, apunhalando-o Rochefort em seu abdome.

Captura do filme, com os personagens Athos, Aramis, D'Artagnan e Porthos, respectivamente; com o lema tradicional de Os Três Mosqueteiros: "Um por Todos, Todos por Um".

Athos se junta a Porthos, que estava socorrendo Aramis. Entretanto, Porthos ao procurar a ferida da bala, Aramis desperta, revelando que a bala acertou o crucifixo e não o corpo de Aramis. Eles seguem Richelieu para as masmorras e dividem-se para impedi-lo de matar o rei e a rainha. No calabouço, Porthos é confrontado com o carcereiro brutal, mas depois de uma breve luta, consegue derrotá-lo. Depois, Athos e Porthos se encontram e veem o cardeal embarcando, acreditando não ter mais esperança de impedi-lo. Athos diz que eles têm a prova da traição obtendo o tratado em mãos, mas Richelieu não parece se importar. Inesperadamente, Aramis lança sua túnica fora, estando disfarçado de barqueiro. Aramis tenta apreender o cardeal, mas o rei Luís impede Richelieu com um golpe, derrubando-o no rio. É a última vez que Richelieu aparece no filme.
Os mosqueteiros são restabelecidos pelo rei. Acompanhado por Athos, Aramis e Porthos, D'Artagnan é homenageado em uma cerimônia. O rei Luís faz dele um mosqueteiro. Constance, que permaneceu ao lado da rainha, corre até ele e lhe dá um beijo apaixonado, impressionando tanto Aramis e Porthos. Fora da sede Mosqueteiro, Gérard e seus irmãos mais uma vez desafiam D'Artagnan para um duelo imediato. D'Artagnan diz a seus novos companheiros de luta que ele vai cuidar deste problema e Porthos o impede de continuar, afirmando que, além de proteger o rei e o país, os mosqueteiros também protegem uns aos outros. D'Artagnan diz, "Um por todos.." e o resto dos mosqueteiros gritam: "Todos por um". A cena termina com Gérard e seus irmãos sendo perseguidos por toda a divisão de mosqueteiros.

## Elenco
- Chris O'Donnell como D'Artagnan
- Kiefer Sutherland como Athos
- Charlie Sheen como Aramis
- Oliver Platt como Porthos
- Tim Curry como Cardeal de Richelieu
- Rebecca De Mornay como Milady de Winter/Sabine
- Michael Wincott como Capitão Rochefort
- Hugh O'Conor como  rei Luís XIII
- Gabrielle Anwar como rainha Ana da Áustria
- Paul McGann como Gérard/Jussac
- Julie Delpy como Constance Bonacieux

## Produção e filmagens

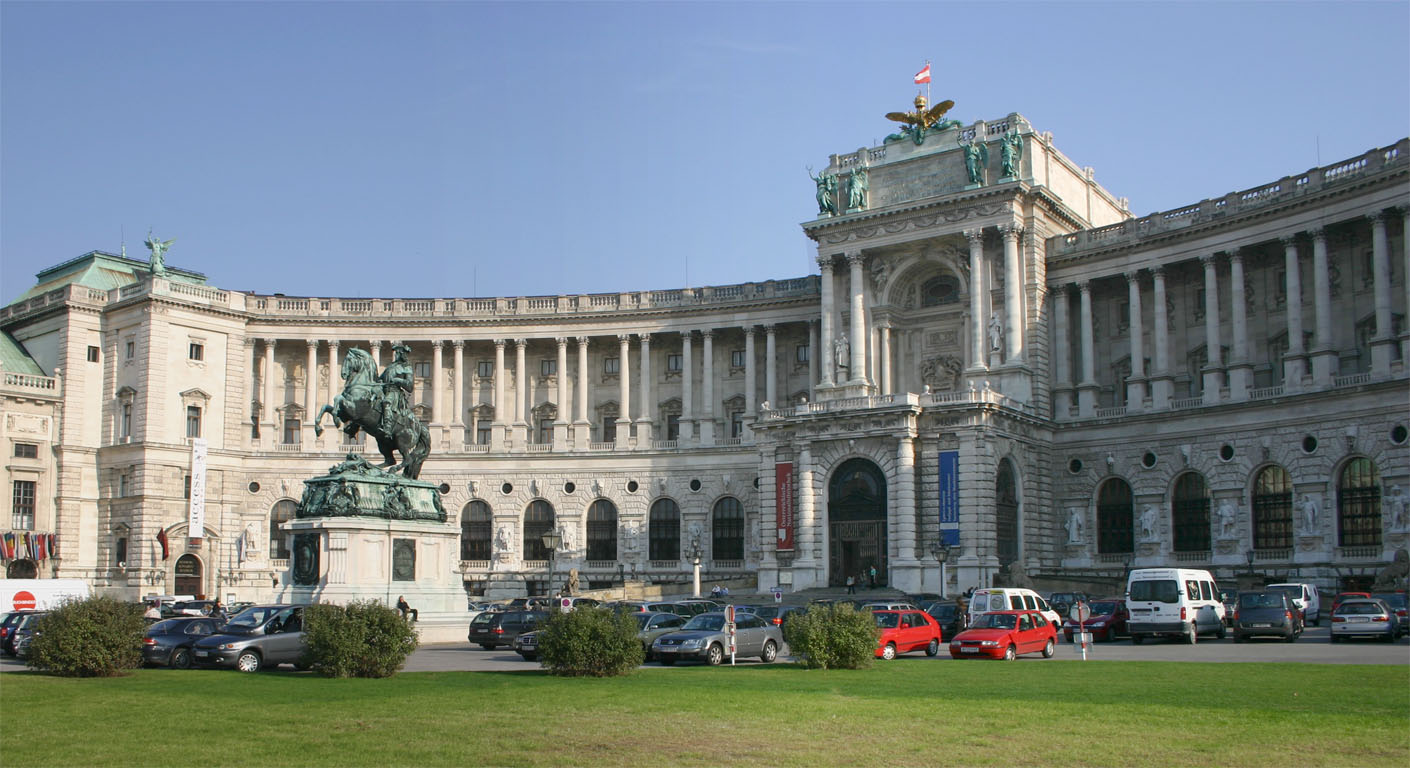
O Palácio Imperial de Hofburg, sendo o ambiente escolhido como o lar do rei Luís XIII e sede dos mosqueteiros.

Originalmente, Charlie Sheen foi procurado para interpretar Porthos, antes de ter sido escalado como Aramis. Kiefer Sutherland, Chris O'Donnell e Oliver Platt tiveram seis semanas de aulas de esgrima e hipismo. Sheen perdeu estes treinamentos, pois ele ainda estava nas filmagens do filme Top Gang 2! - A Missão. Brad Pitt e Stephen Dorff recusaram o papel de D'Artagnan, que finalmente acabou sendo interpretado por O'Donnell. William Baldwin, Johnny Depp, Cary Elwes e Gary Oldman também foram procurados pela Disney para participação do filme. A atriz Winona Ryder foi escalada para o papel de Milady de Winter, mas desistiu e Rebecca De Mornay ganhou o papel. Os Três Mosqueteiros foi filmado principalmente na cidade de Perchtoldsdorf, na Áustria, onde De Mornay cursou o ensino médio e na faculdade. A versão da produtora cinematográfica TriStar também estava em desenvolvimento, ao mesmo tempo em que o filme, com Johnny Depp e o diretor Jeremiah S. Chechik. Em última análise, não deu certo. Oliver Platt também tinha sido escolhido para interpretar Porthos nessa versão também.
O lugar das filmagens incluíram Charlestown, em Cornualha, no Reino Unido, e o Castelo Landsee, na cidade de Burgenland; o Castelo de Liechtenstein, Maria Enzersdorf, Hinterbrühl, Korneuburg, que ficam na Baixa Áustria; e Viena, particularmente no Palácio Imperial de Hofburg, na Áustria. Algumas sequências foram filmadas em Cornwall, no Reino Unido. Um pequeno bosque chamado Golitha foi usado em uma sequência, quando os mosqueteiros estão sendo perseguidos por guardas. A pequena vila porto de Charlestown é a casa do galeão que foi usado em uma noite de filmagem.

## Recepção
O crítico de cinema Leonard Maltin batizou esta versão de "Os Jovens Espadachins", pois reuniu novamente Sheen e Sutherland, ambos do filme Os Jovens Pistoleiros. Janet Maslin, do jornal The New York Times, descreveu o filme como "conceito franco como um produto, concluído com a canção-tema nos créditos finais, com o filme de aventura se preocupando menos com narração do que o mantimento dos mosqueteiros com apenas chapéus andando a galope". O filme em geral recebeu uma recepção negativa. O website Rotten Tomatoes, deu apenas uma classificação de 31%. Chris O'Donnell foi indicado para o Prêmio Framboesa de Ouro de "Pior Ator Coadjuvante" por seu trabalho no filme, mas perdeu para Woody Harrelson, no filme Proposta Indecente (1993).

### Trilha sonora
| Críticas profissionais | Críticas profissionais |
| Avaliações da crítica  | Avaliações da crítica  |
| Fonte                  | Avaliação              |
| ---------------------- | ---------------------- |
| Allmusic               | [ 10 ]                 |

A trilha sonora de Os Três Mosqueteiros começa com o single lançado com a participação dos músicos Bryan Adams, Sting e Rod Stewart, com a canção-tema "All for Love". A canção é potencialmente o principal do álbum, no sentido de que todas as outras faixas são essencialmente materiais instrumentais de pontuação (e coro). Uma boa parte do material é uma material básico filme, juntamente com o filme de época ocasional (fanfarras, com sonoridade vagamente franceses nas composições à base clássica). Adam Greenberg , da Allmusic afirma que Michael Kamen "fez um bom trabalho de escrever as composições para atender tal filme, tendo ambas as extremidades das obras necessárias e montando-os juntos em uma maneira para obter lucro para o filme". Sem o filme, é algo que certamente perdido, no entanto, a música é realmente bastante bem escolhida, do modo a ter a capacidade de ficar sem acompanhamento do filme. Para um bom funcionamento de vários suportes de filmes de ação, juntamente com obras contemporâneas básicos clássicos, isso não é muito ruim um álbum. E, por diversão, a cena pop dos anos 80 da Commonwealth britânica, está encerrado de uma única canção.

### Prêmios
| Ano  | Prêmio            | Categoria              | Recipiente      | Resultado | Ref.   |
| ---- | ----------------- | ---------------------- | --------------- | --------- | ------ |
| 1993 | Framboesa de Ouro | Pior Ator Coadjuvante  | Chris O'Donnell | Indicado  | [ 12 ] |
| 1994 | MTV Movie Awards  | Melhor Canção de Filme | "All for Love"  | Indicado  | [ 13 ] |